# Microsoft Visual SourceSafe
Microsoft Visual SourceSafe (VSS) は、かつてマイクロソフトが開発し販売していた小規模なソフトウェア開発プロジェクト向けのバージョン管理システムである。

## 概要
Microsoft Visual Studioによるアプリケーション開発において使用することに主眼をおいており、単体のVisual SourceSafeクライアントのほか、Microsoft Source Code Control Interface (MSSCCI) を実装している Standard Edition 以上の Visual Studio から直接アクセスすることが可能である。
VSS 6.0までは中央管理サーバが存在せず、各クライアントがファイルサーバ上のリポジトリファイルをWindowsファイル共有により参照・更新するという方式をとっていたが、リポジトリサイズは2GBまでに制限され、またUnicodeにも対応していなかったため、Unicode (UTF-8) で記載されたソースコードはバイナリファイルとして保存するしかなく、Unicodeの使用が基本とされたVisual Studio 2002以降では更新差分の確認ができないなどの問題があった。また、共有ファイル方式のためかファイルが破損し、ファイルが読み出せなくなることがあり、Visual Source Shredder（ソースシュレッダー）と揶揄されることもあった。
VSS 6.0のサービスパックは6まで提供された。サービスパック6は、6.0cと同等であり、Visual Studio .NET 2002に同梱されているものと同じである。Visual Studio 6.0 サービスパック6では、6.0dにバージョンが上がる。
2005年11月にリリースされたVSS 2005では、クライアント/サーバモードの追加、Unicode対応やHTTPを経由したWebアクセス機能が提供されており、複数拠点での開発にも対応できるようになった。同種のソフトウェアであるSubversionも、HTTPプロトコルの拡張であるWebDAVを通じてアクセスされることが多いが、VSSとSubversionの間に互換性はない。

### バージョン
SourceSafeは、もともとノースカロライナ州のOne TreeSoftware社によって開発された。 One Tree SourceSafe はバージョン1.x、2.xでいくつかのリリースを行い、DOS、OS/2、Windows、Windows NT、Mac、Unixをサポートしていた。1994年にマイクロソフトがOneTreeを買収すると、Windows版を除き開発を中止した。マイクロソフトは当時リリースされていたOne Tree SourceSafe 3.0のブランド名を変更してMicrosoft SourceSafe 3.1として16ビットWindows版とMac版をリリースし、その後まもなく4.0がリリースされた。買収と同時にマイクロソフトはMicrosoft Deltaと呼ばれる自前のソースコード管理プログラムを廃止した。買収後はMainsoft CorporationがUNIX版を、Metrowerks社がMac版をマイクロソフトと共同開発した。
| バージョン                           | ビルド番号 | リリース日 (英語版) | 同梱製品                                                                                           |
| ------------------------------------ | ---------- | ------------------- | -------------------------------------------------------------------------------------------------- |
| 3.1                                  |            | 1995-02-14          | |
| 4.0                                  | 811-831    | 1995-09-12          | |
| 5.0                                  | 2218       | 1996-10-07          | |
| 6.0                                  | 8163-8169  | 1998-06-03          | Visual Studio 6.0 RTM                                                                              |
| 6.0                                  | 8163-8383  | 1999                | Visual Studio 6.0 SP3, Visual SourceSafe 6.0 SP3                                                   |
| 6.0a                                 | 8163-8790  |                     | |
| 6.0a                                 | 8163-8835  | 2000                | Visual Studio 6.0 SP4, Visual SourceSafe 6.0 SP4                                                   |
| 6.0a                                 | 8163-8987  | 2001                | Visual Studio 6.0 SP5, Visual SourceSafe 6.0 SP5                                                   |
| 6.0b                                 | 8163-9119  | 2001                | Visual Studio .NET 2002 beta (MSDN)                                                                |
| 6.0c                                 | 9350-9447  | 2002                | Visual Studio .NET 2002 Enterprise, Visual SourceSafe 6.0 SP6                                      |
| 6.0d                                 | 9848       | 2004                | Visual Studio .NET 2003 Enterprise                                                                 |
| 6.0d                                 | 31222      | 2004-03-25          | Visual Studio 6.0 SP6                                                                              |
| 2005                                 |            | 2006-01-27          | Visual Studio 2005 Team System Visual Studio 2005 Professional with MSDN Professional Subscription |
| サポート終了サポート中現行バージョン |            |                     | |

### 後続製品
Visual SourceSafe は 2011年12月末をもって単体ライセンスの提供が終了し、以後は2007年3月よりVSSが含まれていたMSDN Subscriptionの特典として提供された。マイクロソフトによる日本語版のメインストリーム サポートについても2012年10月に終了し、2017年10月には延長サポートも終了した。
後続製品は Team Foundation Server(TFS)であり、従来からのソース管理機能に加え、バグ管理、レポーティング、自動ビルドといった新たな機能が付加されている。なお、TFSではバージョン管理とバグ管理が関連付けられるため、バグが確認されたバージョン、修正されたバージョンを明確にできる。また、Microsoft Projectとの連携により、開発タスクとそれに対応する成果物（ソースコード）の対応も明確になる。さらにはMicrosoft ProjectとWindows SharePoint Servicesとの連携により、プロジェクト管理者がタスクを要員にアサインすると、要員に対して自動的にメールを送信し、Microsoft Outlookの「仕事」ペインに追加したり、完了報告をOutlook上で行わせ、TFSおよびProjectのタスク管理にフィードバックさせることも可能となっている。